# Nannoscincus gracilis
Nannoscincus gracilis — вид сцинкоподібних ящірок родини сцинкових (Scincidae). Ендемік Нової Каледонії.

## Поширення і екологія
Nannoscincus gracilis широко поширені в центральних і південних районах Нової Каледонії, від гори Манджелія на південь до Нумеа. Вони живуть у вологих тропічних лісах та в склерофітних лісах, на висоті до 1000 м над рівнем моря. Ведуть наземний, напівриючий спосіб життя, ховаються під камінням і поваленими деревами та в ґрунті, шукають їжу серед опалого листя. Відкладають яйця, у кладці 2—3 яйця.

## Збереження
МСОП класифікує цей вид як вразливий. Nannoscincus gracilis загрожує знищення природного середовища.